# Eohyllisia strandi
Eohyllisia strandi là một loài bọ cánh cứng trong họ Cerambycidae.